# Landgericht (Mittelalter)
Das Landgericht, in der Schweiz auch Landtag genannt, war seit fränkischer Zeit das für eine Grafschaft zuständige Hochgericht eines Grafen. Es gab in der Regel mehrere Dingstätten (Gerichtsstätten), an denen es abgehalten wurde. Es war dabei ein Sammelpunkt des Landrechts.
Es gab regional sehr unterschiedliche Deutungen des Begriffs Landgericht. Er korrespondiert dabei mit dem Terminus Landrecht, mit dem er auch synonym gebraucht wird, zwecks Abgrenzung zu Stadtrecht, Lehnsrecht usw. Der Begriff umfasste im Laufe seiner Entwicklung sowohl königliche Gerichte, als auch Gerichte anderer Herren mit relativ kleinen Zuständigkeitsbereichen. Es lassen sich kaiserliche, königliche, fürstliche, klösterliche und andere Landgerichte unterscheiden.
Den Landgerichten kam im Mittelalter eine enorme Bedeutung bei der Organisation und Ausübung von Herrschaft zu, besonders wenn man den Anteil von etwa 90 % ländlicher Bevölkerung um das Jahr 1300 betrachtet. Es gab eine große Vielfalt von Erscheinungsformen der Landgerichte im Mittelalter. Erst mit der Entstehung von Instanzenzügen im 16. Jahrhundert und der Neuordnung im Rahmen der bürgerlichen Reformen des 19. Jahrhunderts lassen sich bestimmte Grundtypen von Landgerichten feststellen und beschreiben.
Das Wort Landgericht wurde auch zur Bezeichnung von Territorien genutzt, über welche sich die Zuständigkeit eines Landgerichts erstreckte. Weiterhin kann es auch das Gebäude, welches ein Landgericht beherbergt, bezeichnen.
Seit der Herausbildung der Landesherrschaften fungierten die Landesherren als höchste Richter in ihren Territorien (Ländern). Sie waren insofern Landrichter. Mit der weiteren Entwicklung der Gerichtsverfassung, d. h. der Strukturierung des „Landes“ nach bestimmten (Land-)Gerichtsbezirken mit entsprechenden Gerichtsinstitutionen (Landgerichte), wurden beauftragte beziehungsweise delegierte (Land-)Richter von den Gerichtsherren als Landrichter eingesetzt und mit dem Bann ausgestattet (Bannleihe), um den Landfrieden zu sichern.

## Organisation
Am Landgericht waren ursprünglich alle in der Hundertschaft, im Go und in der Pflege ansässigen oder begüterten Freien, ab Mitte des 13. Jahrhunderts auch Ministeriale dingpflichtig.  Das Grafengericht unter Königsbann trat alle 18 Wochen zusammen und sollte von allen Schöffen besucht werden. Auch jeder Fürst und Herr, der Gerichte vom König empfangen hatte, sollte alle 18 Wochen sein Landgericht halten, welche von allen über 24-jährigen, die im entsprechenden Gerichtssprengel wohnten oder ein Haus besaßen besucht werden mussten.
Das Landgericht war zuständig für Eigen (Eigentum, Grundbesitz) und Erbe, Freiheitsverfahren und Ungerichtsklagen (Ungericht) der Fürsten und Fürstengenossen gegen Freie. Das Gerichtspersonal bestand größtenteils regelmäßig aus dem Gerichtsherr, den vorsitzenden Landrichtern (als Vertretung des Gerichtsherrn), einer Gruppe von Landschöffen und einem Gerichtsboten als Hilfsperson.

## Regionale Entwicklungen der Landgerichte

### Bayern
Im 13. Jahrhundert waren in Bayern die Landgerichte bereits fertig ausgebildet. Sie galten dabei als Relikte der alten Grafschaftsverfassung. Vielfach war dabei die Bezeichnung mit Grafschaft gleichbedeutend. Das Landgericht war gewissermaßen ein „Zubehör“ zur Burg. Bis zum Ende des Kurfürstentums blieb das Landgericht das Fundament der bayerischen Landesorganisation als unterster Verwaltungsbezirk. Ursprünglich lagen sowohl Hochgerichtsbarkeit, als auch Niedergerichtsbarkeit bei den Landgerichten. Später traten sie die niedere Gerichtsbarkeit aber an Hofmarken und Dorfgerichte ab. Das Landgericht war dem Hofgericht unterstellt, Ritter genossen Exemtion vom Landgericht. Später führten die Landgerichte auch Hypothekenbücher und stellten Hypothekenbriefe aus.

### Österreich
Im Zuge der Aufhebung der alten Grafschaftsgerichte entstanden ab dem 13. Jahrhundert die niederen (oder unteren) Landgerichte. Diese besaßen ursprünglich für alle Rechtssachen Zuständigkeit, beschränkten sich aber im Lauf der Zeit auf Strafsachen und Klagen um Freiheit und Eigentum. Die unteren Landgerichte übten Gerichtsbarkeit über nichtrittermäßige Bevölkerung aus, die höheren Stände fielen in den Zuständigkeitsbereich der oberen Landgerichte. Klöster erfuhren Exemtion vom Landgericht. Im 15. Jahrhundert verloren die unteren Landgerichte ihren Charakter als landesherrliche Gerichte und fielen vielfach an adlige Grundherren. Diese waren in der Lage Landgerichte zu erwerben und sich vom jeweiligen Landesherrn mit dem Blutbann belehnen zu lassen.

### Mark Brandenburg
Für die Landesteile Neumark, Lebus, Sternberg, Teltow, Barnim, Havelland, Zauche und Uckermark existierte im 15. Jahrhundert jeweils ein Landgericht, welches mehrere Vogteien umfasste und aus der Zusammenlegung mehrerer landesherrlicher Vogteigerichte entstanden ist. Auch für die Mittelmark dürfte um 1450 herum nur ein Landgericht bestanden haben. Das Landgericht war zuständig für die gesamte Zivilgerichtsbarkeit. Die Einkünfte des Landgerichts entfielen dabei zu einem Drittel auf den Richter, zu zwei Dritteln auf den Landesherrn. Ebenfalls im 15. Jahrhundert wurden den Landgerichten durch den Kurfürsten eine Kompetenzerweiterung zuteil. Sie waren nun auch für Rechtsverweigerungen adliger Dorfgerichte zuständig. Städte unterlagen nicht dem Gerichtsbann der Landgerichte.

### Mark Meißen / Sachsen
Die Verfassung im spätmittelalterlichen markmeißnischen bzw. wettinischen Herrschaftsgebiet – und damit die Landgerichte – waren maßgeblich von den Verhältnissen der Ostsiedlung geprägt. Die Ursprünge der Landgerichte werden überwiegend in Burggrafengerichten und in der Burgwardorganisation gesehen. Die ursprünglich königlichen Burggrafen wurden in ihrer richterlichen Funktion nach und nach von den sich als Landesherren etablierenden Markgrafen von Meißen verdrängt. Im 12. Jahrhundert begann die Untergliederung des markgräflichen Herrschaftsbereiches in Landesbezirke, wobei sowohl an die Burggrafschaften als auch an solche Burgwarde angeknüpft wurde, welche zu keiner Zeit in Beziehung zu einem Burggrafen gestanden hatten. Diese Entwicklung schloss die Vereinigung mehrerer Burgwarde zu einem Landesbezirk und die Orientierung an bereits vorhandenen Herrschaftsgebieten des Landesherrn ein.
Infolgedessen wurde das Markengebiet von einem Netz von Landgerichten mit deutlich kleineren Sprengeln überzogen. So trat neben die relativ geringe Anzahl von Landgerichten, denen der Markgraf persönlich vorsitzen konnte eine Vielzahl von Landgerichten, denen nur der örtliche Vogt als Richter des Markgrafen vorsitzen konnte. Die Vögte übernahmen so die landesherrliche Gerichtsbarkeit in ihrem Amtssprengel. Der Amtssitz war in der Regel der Ort, an dem das Landgericht gehalten wurde. Als territoriale Einheiten erscheinen spätestens seit dem 15. Jahrhundert die Begriffe Vogtei, Landgericht, Gericht und Pflege synonym, bis diese schließlich durch die administrative Einteilung Amt verdrängt wurden.

## Kaiserliche Landgerichte
Kaiserliche Landgerichte bestanden in Südwestdeutschland (Franken und Schwaben), wo sie über territorial stark zergliederte Gebiete übergreifende hohe Gerichtsbarkeit auszuüben suchten. Die Kaiserlichen Landgerichte in Schwaben und Franken waren im Ursprung Gerichte mit umfassender Zuständigkeit für Freie und behielten sowohl Rückhalt als auch Verbindung zum Reich. Sie waren kaiserliche Lehen und sprachen kraft kaiserlicher Autorität Recht. Die Urteilsfinder (Schöffen) wurden in der Regel aus dem Adel oder der Ritterschaft rekrutiert. Kaiserliche Landgerichte entstanden maßgeblich aus zwei verschiedenen Wurzeln: zum einen aus königlichen Reichsgutgerichten, älteren Reichsvogteien und jüngeren Landvogteien, zum anderen aus öffentlichen Landgerichten reichslehenhängiger echter Grafschaften. Würzburg nahm dabei eine Sonderstellung ein. Dessen Landgericht war mit dem Herzogtum Ostfranken identisch, verkörperte ein landesfürstliches Obergericht und war Berufungsinstanz des Bischofs von Würzburg. Seinen Ursprung hat es auf einem vom Vogt geleiteten Landgericht der würzburgerischen Vogteigrafschaften, das für 1140 bezeugt ist. Da diese Grafschaften sich aber nach Adam von Bremen alle in der Hand des Würzburger Bischofs befinden, sind sie nach der mittelalterlichen Lehensordnung nicht vom König, sondern vom Bischof abhängig und also auch primär diesem untergeordnet. Daraus folgt eine enorm mächtige und durchsetzungsfähige Herrschaft des Bischofs, die Adam konsequenterweise mit dem Dukat gleichsetzt.
Kaiserliche Landgerichte waren sachlich für Grundstücks- und Freiheitssachen, Acht und Anleite zuständig. Strafgerichtsbarkeit hingegen nahmen nicht alle Landgerichte wahr. Die Landrichter dieser Landgerichte führten mehrfach einen einfach kaiserlichen Adler in ihrem Siegel.